# Clowns Spinning Hats

Clowns Spinning Hats est un film muet et en noir et blanc américain, sorti en 1900.

## Fiche technique
- Date de sortie : 7 avril 1900